# Hans Marquardt (Verleger)
Hans Marquardt (* 12. August 1920 in Simmatzig, Landkreis Schivelbein, Hinterpommern; † 11. November 2004 auf Rügen) war ein deutscher (DDR) Verleger. Als Inoffizieller Mitarbeiter (IM) und Verleger war er maßgeblich am Kontroll- und Überwachungssystem der DDR beteiligt und trug somit aktiv zur Zensur bei.

## Leben
Nach einer Arbeit als Rundfunkredakteur beim Sender Leipzig von 1946 bis 1948 studierte Hans Marquardt Germanistik und Journalistik ebenfalls in Leipzig. 1953 wurde er zum Cheflektor und 1961 zum verantwortlichen Verleger des Reclam Verlages in Leipzig berufen. Er übte diese Funktion bis 1987 aus.
Marquardt galt als einer der bedeutendsten Verleger in der DDR. Er war 26 Jahre lang der Leiter des Leipziger Traditionsverlages Philipp Reclam jun. und betreute währenddessen knapp 100 Werke als Herausgeber. Marquardt erweiterte die Universalbibliothek, verlegte die Klassiker der russischen Avantgarde und entwickelte die sogenannten „Schönen Bücher“ zum Programm. Dafür erhielt er 1977 den Gutenberg-Preis der Stadt Leipzig. Zur Leipziger Buchmesse veranstaltete er beliebte Lesungen mit bedeutenden Autoren aus dem In- und Ausland.

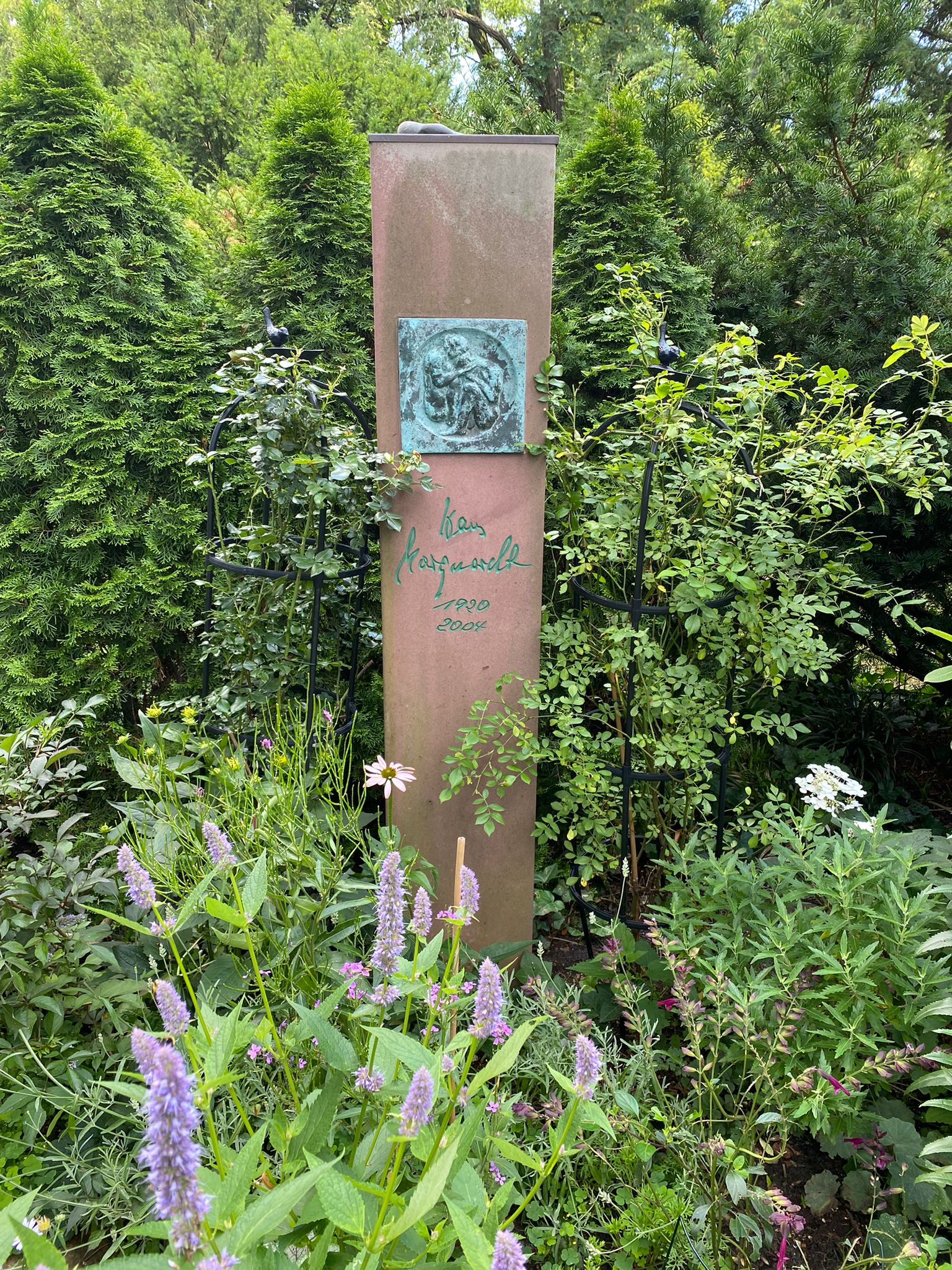
Grabstätte auf dem Friedhof Pankow III

Seine besondere Aufmerksamkeit widmete er der Herausgabe von grafischen Mappenwerken, mit denen namhafte Künstler aus der DDR (u. a. Gerhard Altenbourg), der Tschechoslowakei, aber auch Persönlichkeiten wie HAP Grieshaber, einem breiten Publikum zugänglich gemacht wurden. Originalgrafik zu erschwinglichen Preisen – in Fortsetzung des Gründungsgedankens von Anton Philipp Reclam – so lautete das Motto von Hans Marquardt.
Marquardt war als Inoffizieller Mitarbeiter der Stasi tätig. Als IMB „Hans“ lieferte er jahrelang Berichte u. a. über Franz Fühmann und Günter Grass. Die IM-Tätigkeit wurde 1996 durch die Recherchen Joachim Walthers bekannt, der aber auch auf die Zwiespältigkeit einer Beurteilung hinwies: „Neben diesen offiziellen und inoffiziellen Kontakten zum MfS war Hans Marquardt ohne Zweifel ein profilierter DDR-Verleger, der in seinem Verlag auch Titel durchsetzte, die den engen ideologischen Rahmen erweiterten. Der Fall zeigt, wie kompliziert und komplex ein Leben in solcher Position in der DDR sein konnte.“ Daraufhin forderte der PEN-Club West 1998 den PEN-Club Ost auf, als eine Vorbedingung zur Vereinigung der beiden PEN-Clubs Marquardt auszuschließen. Der PEN-Ost weigerte sich, wurde dabei auch von Günter Grass unterstützt, und Marquardt wurde schließlich durch die Vereinigung Mitglied des gesamtdeutschen PEN. Aus Protest gegen die Beteiligung deutscher Soldaten im Kosovokrieg trat er 1999 wieder aus.
Bis zu seinem Tod mit 84 Jahren am 11. November 2004 lebte Marquardt in seinem Haus in Putbus auf Rügen. 1998/99 gründete er die Kulturstiftung Rügen und sammelte bis zu seinem Tod Kunst für diese Stiftung. Seine Grabstätte ist auf dem Friedhof Pankow III in Berlin.

## Ehrungen
- 1985: Nationalpreis der DDR I. Klasse für Kunst und Literatur
- 1985: Ehrendoktor der Karl-Marx-Universität Leipzig[4]
- 2003: Kulturpreis der Kulturstiftung Rügen

## Schriften
Im August 1980 erschien im Verlag Philipp Reclam jun. Leipzig eine Bibliographie mit sämtlichen Ausgaben, für die Hans Marquardt bis dahin verantwortlich zeichnete. Eine Auswahl von Büchern, die Hans Marquardt unter seinem Namen herausgab:
in der Reihenfolge des Erscheinens
- Egon Erwin Kisch: Käsebier und Friedericus Rex. Aus dem „Prager Pitaval“. Reclam, Leipzig 1953.
- Atem der Freiheit. Anthologie für junge Menschen. Verlag Neues Leben, Berlin 1959 (Sonderausgabe für die Kleine Jugendbibliothek).
- Erich Weinert: Und diese Welt wird unser sein. Reclam, Leipzig 1959.
- Das nackte Modell. Nordische Künstlergeschichten. Henschel, Berlin 1961.
- Wladimir Majakowski: Ich will – meine Feder ins Waffenverzeichnis. Einundzwanzig Gedichte. Reclam, Leipzig 1961 (Deutsche Nachdichtungen von Hugo Huppert).
- 100 Jahre Reclams Universal-Bibliothek 1867–1967. Beiträge zur Verlagsgeschichte. Reclam, Leipzig 1967.
- Reclam. 100 Jahre Universal-Bibliothek. Ein Almanach. Reclam, Stuttgart 1967.
- Menschen im Frühling. Nordische Liebesgeschichten. Reclam, Leipzig 1968.
  - Lizenzausgabe bei: Fourier und Fertig, Wiesbaden 1977.
- Die Verlobung. Deutsche Liebesgeschichten aus sechs Jahrhunderten. 4. Auflage. Reclam, Leipzig 1969.
- Gottfried August Bürger: Wunderbare Reisen, Feldzüge und lustige Abenteuer des Freiherrn von Münchhausen in Rußland. Wie er dieselben bei der Flasche im Zirkel seiner Freunde zu erzählen pflegt. Verlag der Nation, Berlin 1970.
- Wundersame abenteuerliche unerhörte Geschichten und Taten der Lalen zu Laleburg (gemeiniglich bekannt unter dem Namen Schildbürger). Verlag der Nation, Berlin 1972.
- Nodier, Flaubert, Asselineau: Bücherwahn. Drei Erzählungen. Mit Pinselzeichnungen von Josef Hegenbarth. Buchverlag Der Morgen, Berlin 1975.
- Johann Gottfried Herder: Stimmen der Völker in Liedern. Eine Auswahl. Mit 35 Radierungen von Josef Hegenbarth. Verlag der Nation, Berlin 1978.
- mit Wieland Herzfelde: Pass auf! Hier kommt Grosz. Bilder, Rhythmen und Gesänge 1915–1918. Mit Bildern von George Grosz. Reclam, Leipzig 1981.
- Der leuchtende Baum. Weihnachtsgeschichten aus aller Welt. Drei Linden Verlag, Leipzig 1982.
- Scholem Alejchem: Tewje, der Milchmann. Büchergilde Gutenberg, Frankfurt/Olten/Wien 1984 (Aus dem Jiddischen von Alexander Eliasberg und Max Reich. Lizenzausgabe).
- Salto Mortale. Zirkusgeschichten. Philipp Reclam jun., Leipzig 1985.
- Los Toros. Tiergeschichten aus aller Welt. 4. Auflage. Greifenverlag, Rudolstadt 1987.
- Jannis Ritsos: Das ungeheure Meisterwerk. Reclam / Büchergilde Gutenberg, Leipzig/Frankfurt am Main 1988 (Übertragen und mit Annotationen und einem Interview versehen von Asteris Kutulas).
- Französische Liebesgeschichten von Nodier bis Maupassant. Reclam, Leipzig 1989.